# Rigomagus
 (septembre 2012).
Si vous disposez d'ouvrages ou d'articles de référence ou si vous connaissez des sites web de qualité traitant du thème abordé ici, merci de compléter l'article en donnant les références utiles à sa vérifiabilité et en les liant à la section « Notes et références ».

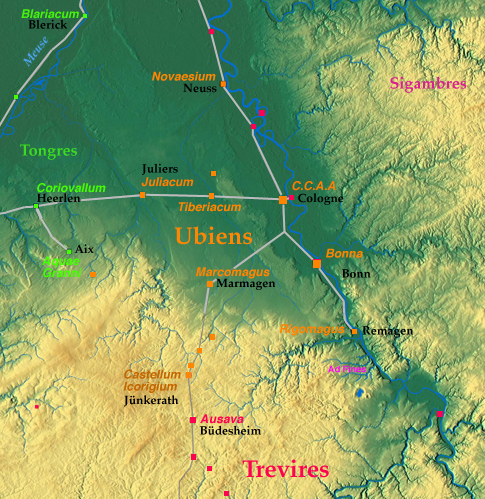
Topographie autour de Rigomagus, situation des chaussées romaines, des Limes et des Ubiens - proximité des Tongres et des Trévires

Rigomagus ou Ricomagus - aujourd'hui Remagen - est un castellum pour une cohorte auxiliaire de 500 soldats et vicus romain de la défense des Limes du Bas-Rhin de Germanie inférieure, à la limite des territoires des peuples Ubiens et Trévires.

## Castellum Rigomagus

### Toponymie
Il est mentionné sur la Table de Peutinger (2,1) et sur la borne milliaire de Tongres (CIL 17-02, 675), entre Bonna - aujourd'hui Bonn - et Antunnacum en germanie supérieure maintenant - Andernach.
- Distance indiquée de la Table de Peutinger: VIII et VIII
- L’Itinéraire d'Antonin ne l'indique pas mais donne XVII de Bonna à Antunnacum

Rigomagus apparaît également dans le Tome IV de la Cosmographie de Ravenne.(IV, 24).
Ce nom est issu du celtique (gaulois) rig « roi » et magos « plaine », puis « marché ».
Homonymie avec Riom (Auvergne)

### Histoire
Fondé entre 41 et 51 pour défendre l'entrée de la vallée de l'Ahr, il est occupé entre 70 et 275 par la cavalerie espagnole des Flaviens: la cohors I Flavia Hispana equitata. Détruit en 275, il est reconstruit après 280 et fonctionne toujours en 365.
C'est le dernier fortin avant la Vinxtbach, rivière qui délimite la Germanie inférieure de la Germanie supérieure
On y retrouve la trace de Chrétien au Ve siècle. (Tombe de Meteriola au Musée de Bonn)
Römisches Museum : Dans une chapelle du XVe siècle sont exposés le résultat de fouilles des fortifications et des tombes datées du Ier au IVe siècle.